# Hipomedonte

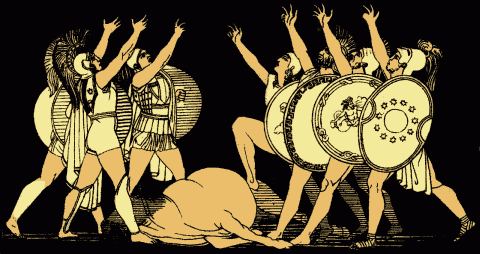
Juramento de los siete.

En la mitología griega, Hipomedonte fue uno de los Siete contra Tebas y padre de Polidoro de Argos.
Su padre fue o bien Talao, el padre de Adrasto o Aristómaco, o Mnesímaco. Si es el hijo de Mnesímaco, entonces su madre es Metídice, hija de Talao, lo que le hace hijo de la hermana de Adrasto.
Hipomedonte vivió en Micenas o cerca del lago Lerna en el Peloponeso. En la tragedia de Esquilo Siete contra Tebas, Hipomedonte era uno de los siete campeones que atacaron las siete puertas de Tebas. Esquilo le describe como grande y poderoso. En su escudo llevaba un tifón que vomitaba fuego y atacó la puerta de Atenea Onca, pero Ismaro le dio muerte en la batalla.